# Акбулак (Аршалинський район)
Акбула́к (каз. Ақбұлақ) — село у складі Аршалинського району Акмолинської області Казахстану. Адміністративний центр Акбулацького сільського округу.
Населення — 648 осіб (2021; 808 у 2009, 819 у 1999, 925 у 1989).
Національний склад станом на 1989 рік:
- росіяни — 58 %.

До 2007 року село називалось Мічуріно.